# Униполярный электродвигатель

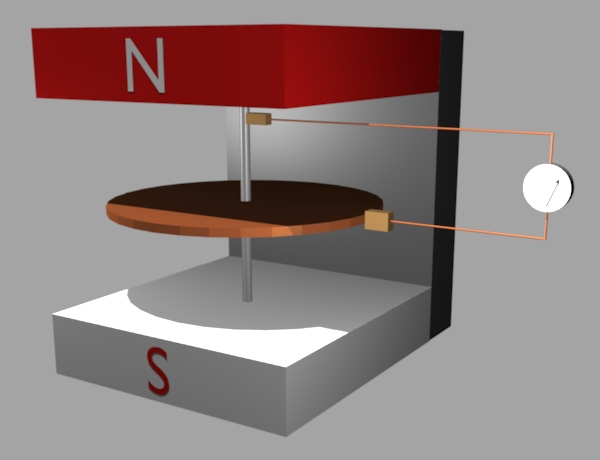
Проводящий диск в магнитном поле.

Униполярный электродвигатель — разновидность электрических машин постоянного тока. Содержит проводящий диск, постоянное магнитное поле, параллельное оси вращения диска, один токосъёмник на оси диска и второй токосъёмник у края диска.
Первый униполярный двигатель, колесо Барлоу, создал Питер Барлоу, описав его в книге «Исследование магнитных притяжений», опубликованной в 1824 году.
Колесо Барлоу представляло собой два медных зубчатых колеса, находящихся на одной оси. В результате взаимодействия тока, проходящего через колёса, с магнитным полем постоянных магнитов, колёса вращаются. Барлоу выяснил, что при перемене контактов или положения магнитных полюсов происходит смена направления вращения колёс на противоположное.